# IV Международный кинофестиваль «Зеркало» имени Андрея Тарковского
IV Международный кинофестиваль имени Андрея Тарковского «Зеркало» прошёл в городе Иваново с 24 по 30 мая 2010 года. Открытие состоялось в кинотеатре «Искра Deluxe». Показы прошли в киноцентрах города Иваново — «Искра Deluxe», «Лодзь», «Современник», зале Областного координационно-методического центра культуры и творчества и в мультиплексе «Формула кино», а также в Шуе — в кинотеатре «Родина», в Кинешме — в зале «Пассаж», в Плёсе — в кинотеатре «Плёс».

## Программы показов фестиваля
- «Наше новое кино»
- «Семейная мульткарусель»
- «Студенческое кино сегодня» (ВГИК)

Документальное кино
- «Рождение искусства»
- «Французские режиссёры о нас».

## Жюри
- Ким Донг Хо — председатель жюри, президент и генеральный директор Международного кинофестиваля в Пусане, Южная Корея.
- Александр Янакиев — киновед, директор института кино в Софии, Болгария.
- Алексей Мизгирёв — кинорежиссёр, сценарист, Россия.
- Том Стерн (кинооператор, США).

## Победители
- Гран-при — «Запретный плод», реж. Д. Карукоски (Финляндия)
- Лучший режиссёр — Чон Су Иль (Южная Корея) за фильм «Гималаи — там, где живёт ветер»
- Приз Гильдии киноведов и кинокритиков — «Человек, который ел вишни», реж. Пайман Хагани (Иран)
- Лучшая мужская роль — Юрий Назаров (Россия) за фильм «Истинный полдень»
- Лучшая женская роль — Аманда Пилке и Марьют Маристо (обе — Финляндия) за фильм «Запретный плод»
- Приз зрительских симпатий — «Я верю в ангелов», реж. Никша Свиличич (Хорватия)
- Лучший студенческий фильм — «Бездна», реж. Антон Косков (Россия)